# 竹内龍臣
竹内 龍臣（たけうち りゅうしん、2001年12月11日 - ）は、北海道札幌市北区出身のプロ野球選手（投手）。右投右打。

## 経歴

### プロ入り前
小学2年生の時に野球を始める。
札幌創成高等学校3年夏の南北海道大会ではベスト8。高校時代の監督は元中日ドラゴンズの遠田誠治。
2019年10月17日に行われたプロ野球ドラフト会議 で、中日ドラゴンズより6巡目で指名を受けた。また、札幌創成高等学校からドラフト指名された初の選手である。11月5日に契約金2500万円、年俸550万円で仮契約を結んだ。背番号は62。

### 中日時代
2020年は夏場に右肘を疲労骨折するなど故障が重なり、一軍、二軍共に登板がなかった。11月26日に球団から翌年の契約を結ばず、育成選手として再契約する予定であることが発表された。12月8日に育成選手として再契約した。
2024年はウエスタン・リーグの登板が1試合のみで、一軍ペナントレース終了後の10月8日に、球団より来季の契約を結ばない旨を通告された。

### BCL・茨城時代
2024年11月26日、ベースボール・チャレンジ・リーグ（ルートインBCリーグ）の茨城アストロプラネッツに練習生として入団したことが発表された。

## 人物・選手としての特徴
ストレートの最速は147km/h。持ち球としてスライダー、チェンジアップ、ツーシーム、フォーク、カーブを持つ。
目標とする選手は千賀滉大。

## 詳細情報

### 年度別投手成績
- 一軍公式戦出場なし

### 背番号
- 62（2020年）
- 201（2021年 - 2024年）